# Aloe antsingyensis
Aloe antsingyensis là một loài thực vật có hoa trong họ Măng tây. Loài này được (Leandri) L.E.Newton & G.D.Rowley mô tả khoa học đầu tiên năm 1996.